# Lockheed XC-35
Lockheed XC-35 là một loại máy bay hai động cơ thử nghiệm của Hoa Kỳ. Đây là máy bay đầu tiên của Hoa Kỳ có cabin điều áp.

## Tính năng kỹ chiến thuật (Lockheed XC-35)

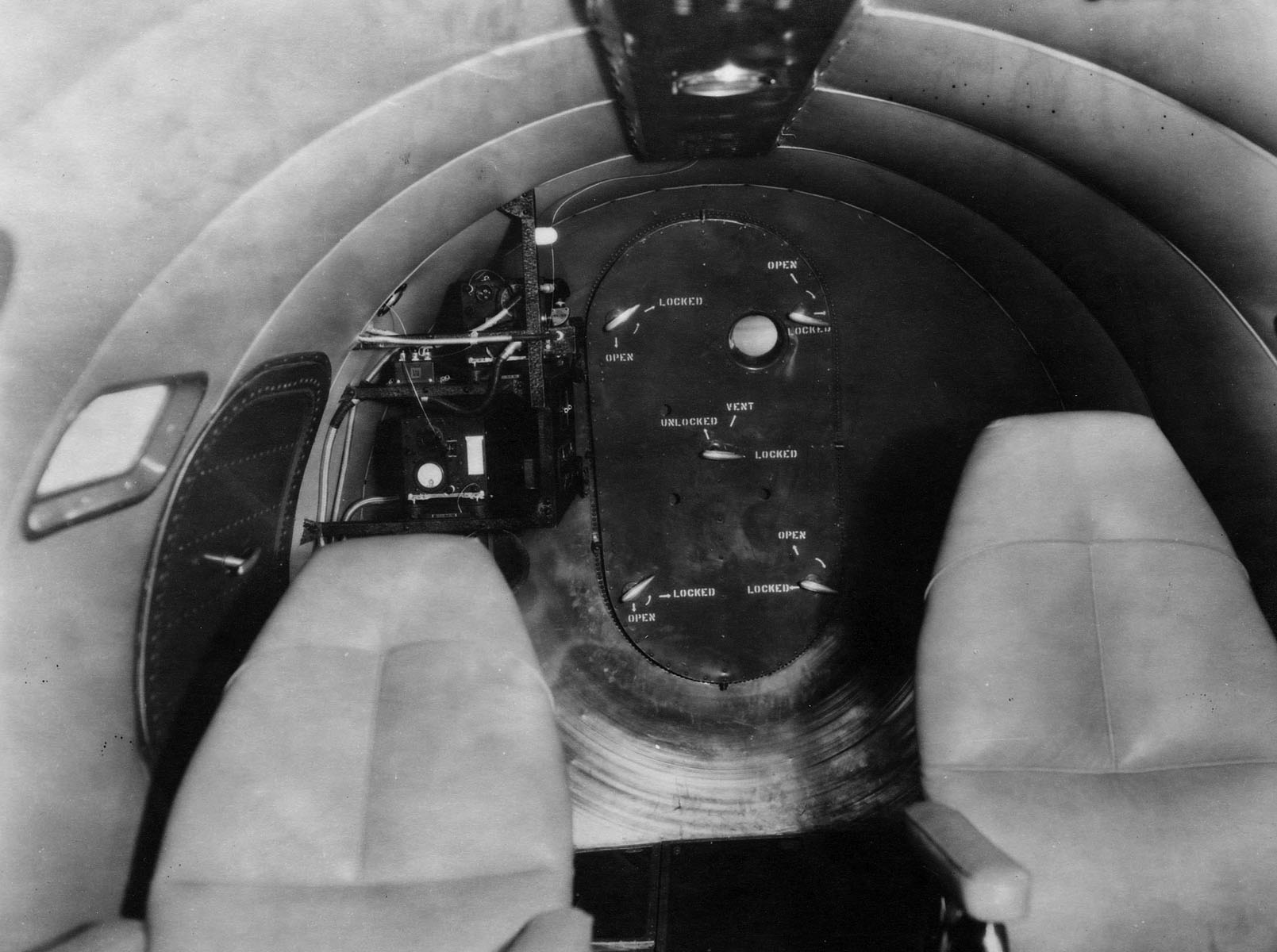

Đặc điểm tổng quát
- Kíp lái: 3
- Sức chứa: 6
- Chiều dài: 38 ft 7 in (11,8 m)
- Sải cánh: 55 ft 0 in (16,8 m)
- Chiều cao: 10 ft 1 in (3,1 m)
- Diện tích cánh: 458 ft (42,6 m)
- Trọng lượng có tải: 10.500 lb (4.760 kg)
- Trọng lượng cất cánh tối đa: lb (kg)
- Động cơ: 2 × Pratt & Whitney R-1340-43, 550 hp (410 kW)  mỗi chiếc

 Hiệu suất bay 
- Vận tốc cực đại: 236 mph (380 km/h)
- Tầm bay: 800 mi (1.285 km)
- Trần bay: 31.500 ft (9600 m)
- Tải trên cánh: 22,9 lb/ft² (111,7 kg/m²)